# Kurpatî
Kurpatî (în ucraineană Курпати) este o așezare de tip urban din orașul regional Ialta, Republica Autonomă Crimeea, Ucraina. În afara localității principale, nu cuprinde și alte sate.

## Demografie
Componența lingvistică a așezării de tip urban Kurpatî
     Rusă (83,92%)
     Ucraineană (15,38%)
     Alte limbi (0,7%)
Conform recensământului din 2001, majoritatea populației așezării de tip urban Kurpatî era vorbitoare de rusă (83,92%), existând în minoritate și vorbitori de ucraineană (15,38%).